# فريتز هايسلر
فريتز هايسلر (بالإنجليزية: Fritz Heisler)‏ هو لاعب كرة قدم أمريكية أمريكي، ولد في 18 مايو 1915، وتوفي في 11 مارس 1983 في كليفلاند في الولايات المتحدة.